# Sellapas
De Sellapas (Italiaans: Passo di Sella, Duits: Sellajoch, Ladinisch (Gherdëina): Jëuf de Sela, Ladinisch (Fassa): Jouf de Sela) vormt in Italië de verbinding tussen het Val di Fassa en het Val Gardena (Gherdëina, Gröden). De pashoogte loopt ook over de grens tussen de Italiaanse provincies Trente en Zuid-Tirol. De pasweg wordt vaak gereden in combinatie met de Pordoipas, Campolongopas en Gardenapas die eveneens om het machtige bergmassief van de Sella liggen.
Canazei in de Valle di Fassa is het beginpunt aan de zuidzijde. Het is een belangrijke wintersportplaats met de nodige ski- en cabineliften. Vanuit het centrum klimt de weg eerst door de bossen omhoog naar Alp Roa, waar de weg naar de Pordoipas aftakt. De wanden van het Sellamassief rijzen hier loodrecht omhoog. Vanaf dit punt is het nog 5 kilometer naar de top van de Sellapas. De weg is en blijft goed. De begroeiing wordt dunner en houdt in de buurt van de pashoogte helemaal op. Vrijwel op het hoogste punt van de passage ligt hotel Maria Flora op 2244 meter.

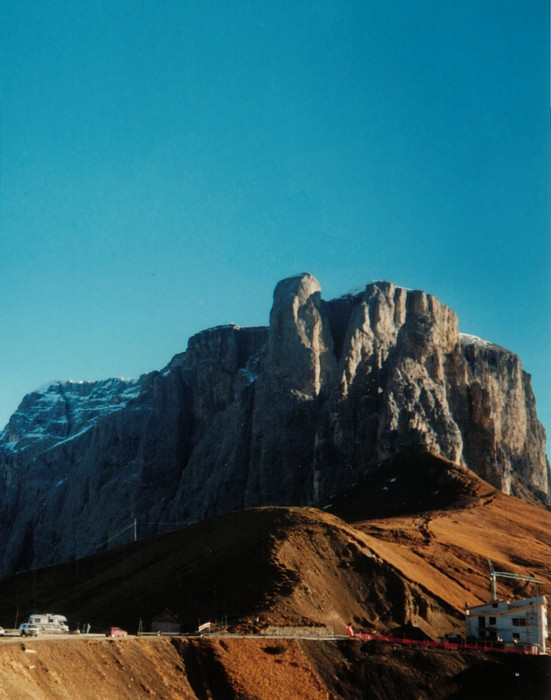
Pashoogte

De pas ligt op een smalle bergrand. Het uitzicht op het Val di Fassa en de Marmolada met haar gletsjer is goed, maar het zijn de drie pieken van de Sasso Lungo die de meeste aandacht trekken. Vanaf de pashoogte vertrekken er diverse wandeltochten.
De afdaling naar het Val Gardena verloopt even gemakkelijk als aan de andere zijde. Na 6 kilometer takt aan de rechterkant de weg af richting de Gardenapas. De weg rechtdoor gaat naar Selva di Val Gardena, dat net als Canazei een belangrijke wintersportplaats is.

## Wielrennen
De Sellapas is 18 keer opgenomen in het parcours van de wielerkoers Ronde van Italië en was daarbij vier keer de Cima Coppi (1969, 1976, 1998 & 2024). De top van de Sellapas werd daarbij als eerste gepasseerd door:

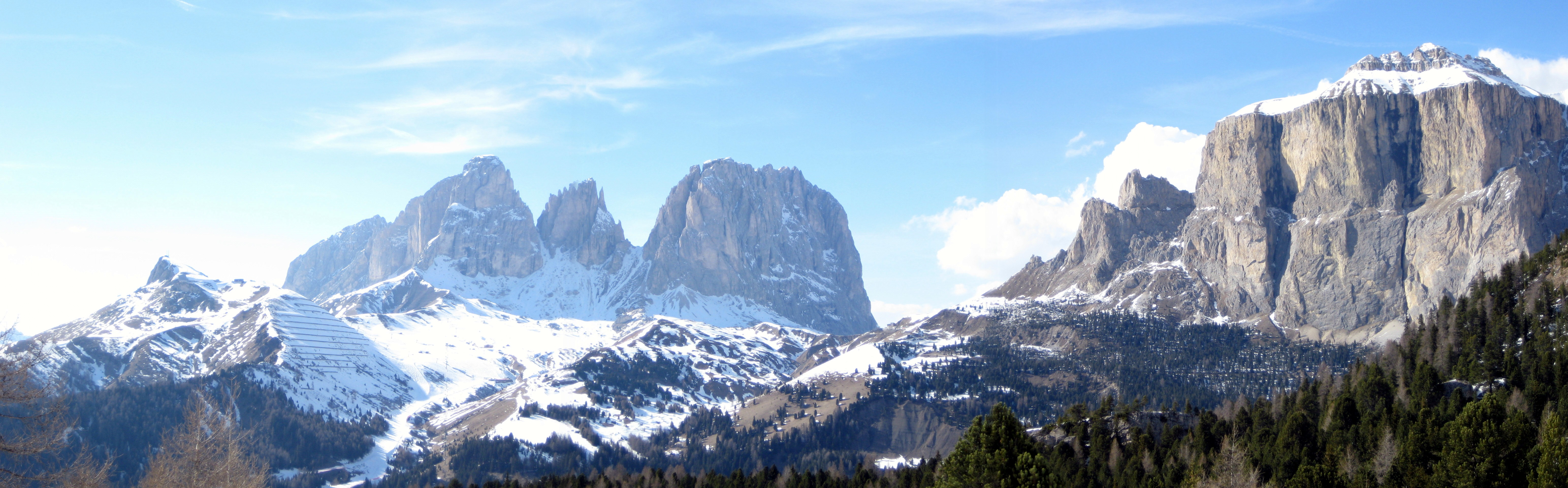
Sellapas

- 1940 :  Gino Bartali
- 1952 :  Fausto Coppi
- 1953 :  Fausto Coppi
- 1969 :  Claudio Michelotto
- 1970 :  Luciano Armani
- 1976 :  Andrés Gandarias
- 1977 :  Ueli Sutter
- 1983 :  Alessandro Paganessi
- 1984 :  Laurent Fignon
- 1987 :  Jean-Claude Bagot
- 1990 :  Maurizio Vandelli
- 1997 :  José Jaime González
- 1998 :  Marco Pantani
- 2000 :  Gilberto Simoni
- 2002 :  Ruber Marín
- 2005 :  José Rujano
- 2016 :  David López García
- 2024 :  Giulio Pellizzari

Agnello · Aprica · Assietta · Baremone · Brenner · Brocon · Cadibona · Capannelle · Campolongo · Costalunga · Croce Dominii · Cuvignone · Duran · Esischie · Falzarego · Fauniera · Fedaia · Finestre · Forcola di Livigno · Foscagno · Gardena · Gavia · Giau · Giogo di Bala · Grote Sint-Bernhard · Jaufen · Joux · Kleine Sint-Bernhard · Lavaze · Leonessa · Lombarda · Maddalena · Manghen · Maniva · Mendel · Montgenèvre · Mont-Cenis · Monte Cristo · Mortirolo · Nigra · Nivolet · Penser Joch · Platigliolepas · Pfitscherjoch · Plöcken · Pordoi · Pratoriscio · Predil · Presolana · Reschen · Rolle · Sampeyre · San Carlo · San Marco · San Pellegrino · San Zeno · Scale · Sella · Sestriere · Sommeiller · Splügen · Staller Sattel · Staulanza · Stelvio · Tenda · Timmelsjoch · Tonale · Tre Croci · Tremalzo · Umbrail · Val Bighera · Valcavera · Valles · Valparola · Via del Sale · Vivione · Würz